# Tinqueux
 Tinqueux  es una población y comuna francesa, en la región de Champaña-Ardenas, departamento de Marne, en el distrito de Reims y cantón de Reims-1.

## Demografía
| 34                        | 43 | 63 | 58 | 271 | 95 | 448 | 412 | 434 | 334 | 442 | 498 | 452 | 477 | 440 | 454 | 458 | 451 | 497 | 481 | 514 | 1 616 | 1 619 | 1 615 | 1 650 | 1 811 | 3 465 | 7 394 | 8 615 | 8 014 | 10 154 | 10 083 | 10 231 |
| (Fuente: INSEE y Cassini) |    |    |    |     |    |     |     |     |     |     |     |     |     |     |     |     |     |     |     |     |       |       |       |       |       |       |       |       |       |        |        |        |

Quinta comuna más poblada del departamento, Tinqueux forma parte de la aglomeración urbana de Reims.